# 도로시 피터슨

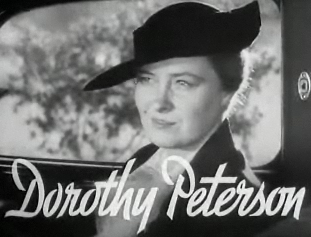

도로시 피터슨(Dorothy Peterson, 1897년 12월 25일 ~ 1979년 10월 3일)는 미국의 배우, 텔레비전 배우, 영화배우이다.
뉴욕에서 사망하였다.

## 영화
- 댓 하겐 걸 (1947년)
- 세계의 어머니 (1946년)
- 창 속의 여인 (1945년)
- 미스터 스케핑튼 (1944년) - 맨비 역
- 디스 이즈 더 아미 (1943년)
- 에어 포스 (1943년)
- 파괴 공작원 (1942년)
- 투 매니 허즈번드 (1940년)
- 릴리언 러셀 (1940년)
- 다크 빅토리 (1939년)
- 지옥의 시장 (1933년)
- 콜 허 세비지 (1932년)